# Кальциклудин

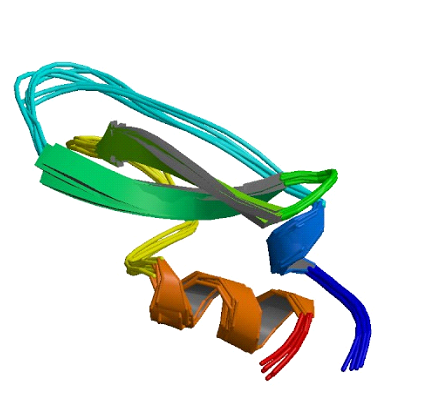
Структура кальциклудина

Кальциклудин — нейротоксин, полипептид Кунитц-типа из яда узкоголовой мамбы (Dendroaspis angusticeps), который ингибирует активированные потенциал-зависимые кальциевые каналы, в частности кальциевые каналы L-типа.
Кальцикудин не проявляет ингибирующей активности в отношении протеиназ и не модулирует потенциалзависимые калиевые и натриевые каналы. Однако кальциклудин способен в наномолярных концентрациях специфически блокировать Ca2+-каналы L-типа.
На данный момент кальциклудин является единственным известным блокатором кальциевых каналов, имеющим Кунитц-фолд.

## Химические свойства
Молекулярная масса: 6979 Да.
Молекулярная формула: C321H476N86O78S6
Хранение при температуре −20° С.
По своей химической структуре кальциклудин представляет собой полипептид, состоящий из 60 аминокислотных остатков, в том числе, шести остатков цистеина, образующих три дисульфидных мостика. По своей структуре напоминает дендротоксин, но действует иначе, так как даже при высоких концентрациях, он не оказывает никакого влияния на потенциал-чувствительные калиевые каналы в куриных и крысиных нейронах.

## Физиологическая функция
Эксперименты на различных возбудимых клетках показали, что кальциклудин специфически блокирует большинство Са2+-каналов с высоком порогом активации (L-, N- и P-типов) в диапазоне концентраций 10-100 нМ. Особенно высокие плотности специфических 125I-меченных участков связывания кальциклудина были найдены в обонятельной луковице и в зернистом слое коры мозжечка. Электрофизиологические эксперименты на первичной культуре крысиных нейронов мозжечка показали, что он блокирует ток ионов через Ca2+-каналы L-типа в наномолярных концентрациях (IC50 = 0,2 нМ). В целом, кальциклудин является мощным и селективным ингибитором нейрональных каналов L-типа с уникальным механизмом действия.

## Механизм действия
При использовании кальциклудина, кальциевые каналы L-типа подвергаются быстрому необратимому снижению амплитуды тока без видимого напряжения зависимости. При относительно гиперполяризованных потенциалах, кальциклудин фактически усиливает собственную активность (N-типа) альфа (1) (B) каналов на целых 50 %. И, наконец, использование нескольких химерных каналов, сочетающих основные трансмембранные домены альфа (1) (C) и альфа (1) (Е) показало, что кальциклудин блокирует кальциевые каналы L-типа.